# Fast Sofa
Fast Sofa ist ein US-amerikanisches Filmdrama aus dem Jahr 2001. Regie führte Salomé Breziner, die gemeinsam mit Peter Chase und Bruce Craven das Drehbuch anhand eines Romans von Bruce Craven schrieb.

## Handlung
Der erfolglose Rick Jeffers ist ein Fan der in Beverly Hills wohnhaften Pornodarstellerin Ginger Quail. Rick führt eine Beziehung mit Tamara Jenson, schaut sich jedoch jeden Film mit Ginger an. Eines Tages trifft er Quail in einer Bar und verbringt die Nacht darauf mit ihr. Jenson macht daraufhin Schluss mit ihm und wendet sich einem seiner Freunde zu. Als Rick davon erfährt, kündigt er seinen miesen Job, packt einige seiner Sachen und setzt sich in seinen Wagen, um nach Palm Springs zu fahren, wo er Ginger treffen will.
Auf dem Weg dorthin trifft Rick auf den Obdachlosen Jules Langdon, einen schüchternen Sonderling und Vogelliebhaber. Dieser wurde von seinem Vater von zu Hause verstoßen, da im elterlichen Castle of Birds – einer Tierhandlung speziell für Vögel – ein Habicht aufgrund einer Unachtsamkeit von Jules den Tod fand.
Als beide bei einer Raststätte Halt machen, wendet sich Rick an ein 16-jähriges Mädchen, das seine Annäherungsversuche erwidert. Schließlich küssen sich die beiden in Ricks Wagen, bis Brad, der wütende ältere Bruder des Mädchens, erscheint, Rick mit einem Baseballschläger verprügelt, die Rückscheibe des Autos zerstört und Ricks Vinyl-Plattensammlung auf dem Highway zertrümmert. Rick schwört daraufhin, entgegen dem Rat des friedlichen Jules, Vergeltung. In einem Waffenladen besorgt er sich eine Armbrust und fährt Brad hinterher. Als er diesen mit seinem Kumpel auf einem Parkplatz vor deren Truck erblickt, macht er auf sich aufmerksam, entzündet einen Pfeil, und schießt diesen auf den Reifen von Brads Truck, der daraufhin explodiert.
Schließlich erreichen Rick und Jules Kalifornien. Rick trifft auf Ginger, und beide verbringen erneut eine Nacht miteinander, trennen sich dann jedoch im Streit. Am nächsten Tag erfährt Gingers Ehemann, der als eine Art Zuhälter arbeitet und seine Frau schlecht behandelt, von dieser Affaire. Eifersüchtig beschließt er, Ginger zur Strafe den Kopf zu rasieren. Rick, der zurückkehrt, um Ginger zu bitten, mit ihm zu kommen, trifft auf diese Szenerie und trotzdem auf den Widerstand der naiven Ginger. Rick erwacht am nächsten Morgen im Vorgarten, verprügelt und mit abgeschnittenen Haaren.
Rick und Jules setzen ihre Reise fort und erreichen schließlich das Castle of Birds, das einen neuen Besitzer hat; nicht zum Vorteil des Ladens. Jules ist entsetzt über die Veränderungen und darüber, wie die Vögel in kleinen Käfigen gehalten werden. Den Abend verbringen Rick und Jules in einem Club, wo Jules eine Frau kennenlernt, mit der er seinen ersten Geschlechtsverkehr hat, und in deren Beisein er den Habicht fliegen lässt, den er zuvor aus dem Vogelladen raubte. Obwohl er keinen Führerschein besitzt, lässt Rick Jules an das Steuer seines Wagens. Dieser, noch voller Euphorie aufgrund des Abends und stark alkoholisiert, fährt diesen in dieser Nacht übermütig auf dem Highway. Schließlich rast er in ein anderes Auto, und ihr Wagen überschlägt sich mehrmals. Der Film endet damit, wie der verletzte Rick von der Feuerwehr aus dem Wagen befreit und Jules in einen Leichensack gepackt wird.

## Kritiken
Terri Clark schrieb im Apollo Movie Guide, es sei großmütig, die Filmhandlung als Handlung zu bezeichnen. Die Charaktere würden übertrieben wirken, derer Motivationen seien sinnlos. Der Titel könne darauf anspielen, dass die Zuschauer erfahren würden, wie schnell sie von dem Sofa aufstehen, um den Film abzuschalten. Der Film sei „unvergesslich schlecht“ („unforgettably bad“).
Christopher Null schrieb auf www.filmcritic.com, der Film bestehe aus sinnlosen Elementen, die mit noch weniger Sinn „zusammengeschnürt“ seien. Jake Busey sei fehlbesetzt, aber Jennifer Tillys „laszive“ Ginger wirke genügend komisch für beide. Die beste Darstellung biete Crispin Glover – er sei Grund genug, sich den Film anzuschauen.

## Hintergründe
Der Film wurde in Los Angeles und in Palm Springs (Kalifornien) gedreht. Seine Weltpremiere fand am 15. Juni 2001 auf dem US-amerikanischen Festival Method Fest statt.